# تشيس تابلي
تشيس تابلي (بالإنجليزية: Chase Tapley)‏ مواليد 3 يونيو 1991 في ساكرامنتو، هو لاعب كرة سلة محترف أمريكي بدأ مسيرته الاحترافية في سنة 2013. يبلغ طوله 6 قدم 3 بوصة (1.9 م). لعب في دوري الرابطة الوطنية لفئة التطوير.

## روابط خارجية
- تشيس تابلي على موقع كرة السلة الأوروبية.كوم (الإنجليزية)
- تشيس تابلي على موقع كلية كرة السلة في سبورتس رفرنس.كوم (الإنجليزية)
- تشيس تابلي على موقع ريلجم (الإنجليزية)
- تشيس تابلي على موقع بروبوليرز (الإنجليزية)
- تشيس تابلي على موقع سبورتس رفرنس (الإنجليزية)